# Lineodes mesodonta
Lineodes mesodonta là một loài bướm đêm trong họ Crambidae.